# Steppenwolf Live
Albums de Steppenwolf
Monster
(1969) Steppenwolf 7
(1970)
Singles
1. Hey Lawdy Mama
Sortie : avril 1970

Steppenwolf Live est le second album live du groupe rock canadien Steppenwolf. Il est principalement composé d'enregistrements d'un seul concert, au début de 1970, au Santa Monica Civic Auditorium par Steppenwolf mis en scène à l'appui de leur album de 1969 Monster. Sorti en avril 1970 par Dunhill Records, il contient les succès bien connus de Steppenwolf : "Born to Be Wild", "Magic Carpet Ride" et "The Pusher", ainsi que la plupart des chansons de Monster, dont trois précédents top 40 hits , ainsi que le top 40 des tubes "Hey Lawdy Mama" de cet album.

## Historique
La chanson "Hey Lawdy Mama" a été enregistrée en studio, mais éditée de manière à enchaîner directement sur "Magic Carpet Ride", conservant ainsi la sensation "live" de l'album. Sur les copies LP originales de Steppenwolf Live, "Hey Lawdy Mama" et "Magic Carpet Ride" sont regroupés en une seule piste, avec une durée totale de 7 minutes 13. Une version éditée différemment de "Hey Lawdy Mama", incorporant un fondu au lieu de la suite, est sortie en single.
Les chansons "Twisted" et "Corrina, Corrina" sont également des versions studio qui ont été mixées et ont reçu des effets de retard pour correspondre aux enregistrements live réels et superposées avec les sons du public au début et à la fin des chansons.
Les coupes de studio ont été ajoutées par la maison de disques (Dunhill) contre la volonté du groupe de donner à l'album suffisamment de pistes pour être qualifié de double album. 
"Hey Lawdy Mama" a été repris par les Minutemen sur leur album Project Mersh.
Ce sera le dernier album de Steppenwolf auquel participa le bassiste Nick St. Nicholas. Il sera remplacé sur l'album suivant par George Biondo.
Cet album atteindra la 7e place du Billboard 200 aux États-Unis (certifié disque d'or) et la 15e place des charts britanniques.

## Liste des titres
Face 1
| No | Titre                        | Auteur                   | Durée |
| -- | ---------------------------- | ------------------------ | ----- |
| 1. | Sookie, Sookie               | Don Covay, Steve Cropper | 3:09  |
| 2. | Don't Step On the Grass, Sam | John Kay                 | 6:01  |
| 3. | Tighten Up Your Wig          | Kay                      | 4:23  |

face 2
| No | Titre          | Auteur                         | Durée |
| -- | -------------- | ------------------------------ | ----- |
| 4. | Monster        | Kay, Jerry Edmonton            | 9:56  |
| 5. | Draft Resister | Kay, Goldy McJohn, Larry Byrom | 3:46  |
| 6. | Power Play     | kay                            | 5:41  |

Face 3
| No | Titre                         | Auteur                               | Durée |
| -- | ----------------------------- | ------------------------------------ | ----- |
| 7. | Corina, Corina                | traditionnel arrangements par J. Kay | 4:09  |
| 8. | Twisted                       | Kay                                  | 5:02  |
| 9. | From Here To There Eventually | Kay, Edmonton, Byrom                 | 6:40  |

Face 4
| No  | Titre             | Auteur               | Durée |
| --- | ----------------- | -------------------- | ----- |
| 10. | Hey Lawdy Mama    | Kay, Edmonton, Byrom | 2:59  |
| 11. | Magic Carpet Ride | Kay, Rushton Moreve  | 4:06  |
| 12. | The Pusher        | Hoyt Axton           | 6:02  |
| 13. | Born to Be Wild   | Mars Bonfire         | 5:43  |

## Musiciens du groupe pour l'enregistrement
- John Kay : chant, guitare
- Larry Byrom : guitare
- Nick St. Nicholas : basse, chœurs
- Goldy McJohn : orgue Hammond, piano,, chœurs
- Jerry Edmonton : batterie

## Charts et certification

### Album
| Pays                          | Durée du classement | Meilleur classement | Date             |
| ----------------------------- | ------------------- | ------------------- | ---------------- |
| Australie (ARIA Charts)       | 4 semaines          | 17e                 | 14 novembre 1970 |
| Canada (RPM)                  | 23 semaines         | 6e                  | 16 mai 1970      |
| États-Unis (Billboard 200)    | 53 semaines         | 7e                  | 16 mai 1970      |
| Norvège (VG-lista)            | 14 semaines         | 9e                  | 13 juillet 1970  |
| Royaume-Uni (UK Albums Chart) | 14 semaines         | 15e                 | 12 juillet 1970  |

Certification
| Pays       | Certification | Ventes    | Date            |
| ---------- | ------------- | --------- | --------------- |
| États-Unis | Or            | 500 000 + | 14 juillet 1970 |

### Single
| Single         | Chart             | Durée du classement | Position | Date         |
| -------------- | ----------------- | ------------------- | -------- | ------------ |
| Hey Lawdy Mama | (Hot 100)         | 8 semaines          | 35e      | 16 mai 1970  |
| Hey Lawdy Mama | (Single Top 100)  | 1 semaine           | 33e      | 15 juin 1970 |
| Hey Lawdy Mama | (RPM Top Singles) | 7 semaines          | 18e      | 16 mai 1970  |